# Zavrelia sinica
Zavrelia sinica är en tvåvingeart som beskrevs av Ekrem och Dionys Rudolf Josef Stur 2009. Zavrelia sinica ingår i släktet Zavrelia och familjen fjädermyggor. Inga underarter finns listade i Catalogue of Life.